# 昆仑影业公司
昆仑影业公司是一家中国民营电影制片机构，1946年由夏云瑚、蔡叔厚、任宗德等创办。1947年6月与联华影艺社合并，保留原名。
作品有《八千里路云和月》、《一江春水向东流》、《万家灯火》、《三毛流浪记》、《乌鸦与麻雀》、《希望在人间》等。